# Christopher Juul Jensen
Pour les articles homonymes, voir Juul et Jensen.
Christopher Juul Jensen, né le 6 juillet 1989 à Waldstein, est un coureur cycliste danois d'origine irlandaise, membre de l'équipe Jayco AlUla.

## Biographie
Jusqu'en 2005, Christopher Juul Jensen vit en Irlande. Il représente ce pays lors du Festival olympique de la jeunesse européenne 2005.
Christopher Juul Jensen remporte en 2007 dans la catégorie des juniors (17-18 ans) une étape du Tour du Pays de Vaud et le classement général. Il devient également champion du Danemark du contre-la-montre par équipes juniors avec Rasmus Guldhammer et Ricky Enø Jørgensen.
Depuis 2008, il court pour l'équipe continentale danoise Glud & Marstrand Horsens. En 2009, il termine septième de la Coupe des nations Ville Saguenay, l'une des épreuves de la Coupe des Nations des moins de 23 ans. L'année suivante il prend la sixième place de la course canadienne. Il termine également huitième de Liège-Bastogne-Liège espoirs et neuvième du Giro delle Regione, des courses reconnues chez les amateurs. En 2010 et 2011, il est battu de quelques secondes au championnat du Danemark sur route espoirs. Il participe aux championnats du monde sur route des moins de 23 ans en 2009, où il abandonne, et en 2010, où il se classe 62e.
Lors de la saison 2011, il remporte la Coupe des nations Ville Saguenay après deux top 10 les deux saisons précédentes. Il termine huitième de Toscane-Terre de cyclisme, une autre épreuve de la Coupe des Nations espoirs 2011.
Il rejoint l'équipe Saxo Bank en 2012 pour une durée de deux ans. 
En fin d'année 2013, le contrat qui le lie à l'équipe est prolongé jusqu'en 2016. 
En 2014, il dispute le Tour d'Italie, son premier grand tour. En septembre de cette année, il participe pour la première fois aux championnats du monde élites. Il est cinquième du contre-la-montre par équipes et 71e de la course en ligne. 
En mai 2015, il est équipier d'Alberto Contador lors de sa victoire au Giro. Le mois suivant, il remporte le championnat du Danemark sur route. À l'issue de cette saison, il s'engage avec l'équipe australienne Orica-GreenEDGE pour deux ans,.
En avril 2022, il participe à la Flèche wallonne, où il est membre de l'échappée du jour.
En octobre 2023, une extension de deux ans de son contrat dans son équipe, renommée Jayco AlUla en début d'année, est annoncée.

## Palmarès et résultats

### Palmarès amateur
- 2007
  -  Champion du Danemark du contre-la-montre par équipes juniors
  - Tour du Pays de Vaud :
    - Classement général
    - 3eb étape (contre-la-montre)

  - 2e du championnat du Danemark de cross-country juniors
- 2010
  - 2e du championnat du Danemark sur route espoirs
- 2011
  -  Champion du Danemark du contre-la-montre par équipes
  - Classement général de la Coupe des nations Ville Saguenay
  - 2e du championnat du Danemark sur route espoirs

### Palmarès professionnel
- 2012
  - 2e du Championnat des Flandres
- 2014
  - 2e du championnat du Danemark du contre-la-montre
- 2015
  -  Champion du Danemark du contre-la-montre
  - Classement général du Tour du Danemark
  - 9e de l'Eneco Tour
- 2016
  - 2e de la Japan Cup
  - 5e du Tour de Luxembourg
- 2017
  - 7e des Strade Bianche
- 2018
  - 4e étape du Tour de Suisse

### Résultats sur les grands tours

#### Tour de France
7 participations
- 2016 : 119e
- 2019 : 112e
- 2020 : 99e
- 2021 : 114e
- 2022 : 128e
- 2023 : 117e
- 2024 : 97e

#### Tour d'Italie
7 participations
- 2014 : 100e
- 2015 : 135e
- 2017 : 109e
- 2018 : 74e
- 2019 : 70e
- 2021 : 97e
- 2022 : 93e

#### Tour d'Espagne
1 participation
- 2017 : 107e

### Classements mondiaux
| Année                                 | 2009 | 2010  | 2011 | 2012 | 2013 | 2014 | 2015 | 2016 | 2017 | 2018 | 2019  | 2020 | 2021 | 2022 | 2023  |
| ------------------------------------- | ---- | ----- | ---- | ---- | ---- | ---- | ---- | ---- | ---- | ---- | ----- | ---- | ---- | ---- | ----- |
| UCI World Tour                        |      |       |      | nc   | nc   | nc   | 141e | nc   | 159e | 179e |       |      |      |      |       |
| Classement mondial                    |      |       |      |      |      |      |      | 236e | 282e | 386e | 1154e | nc   | nc   | nc   | 2281e |
| UCI Europe Tour                       | nc   | 1163e | 930e |      |      |      |      | 408e | 309e | 466e | 813e  | nc   | nc   | nc   | nc    |
| UCI Asia Tour                         | nc   | nc    | nc   |      |      |      |      | 44e  | nc   | nc   |       |      |      |      |       |
| UCI America Tour                      | 296e | 185e  | 47e  |      |      |      |      | 301e | nc   | nc   |       |      |      |      |       |
|                                       |      |       |      |      |      |      |      |      |      |      |       |      |      |      |       |
| Légende : nc = non classéSource : UCI |      |       |      |      |      |      |      |      |      |      |       |      |      |      |       |